# Dracontomelon laoticum
Dracontomelon laoticum là một loài thực vật có hoa trong họ Đào lộn hột. Loài này được C.M.Evrard & Tardieu mô tả khoa học đầu tiên năm 1962.